# Dydnia

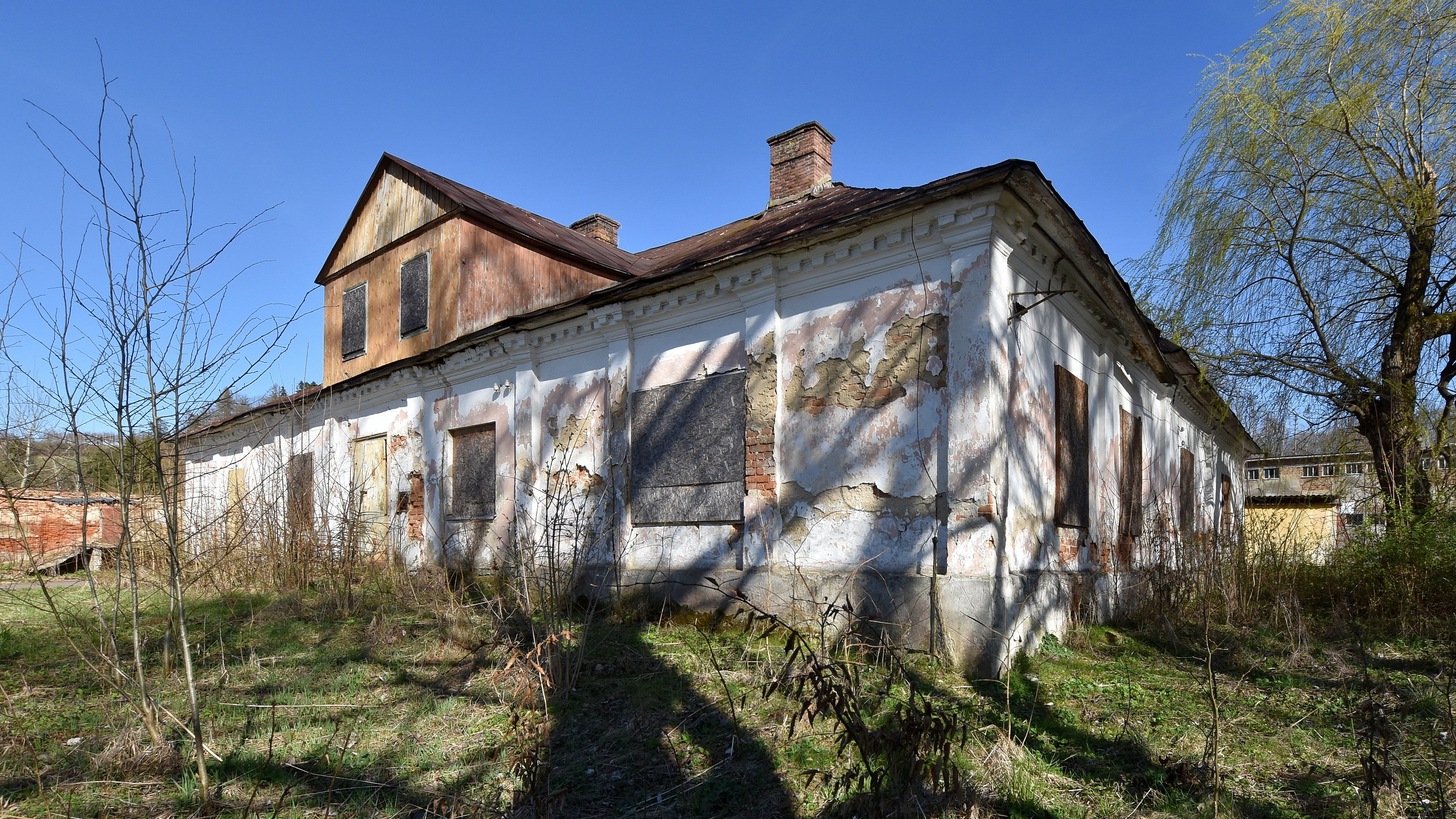
Dwór

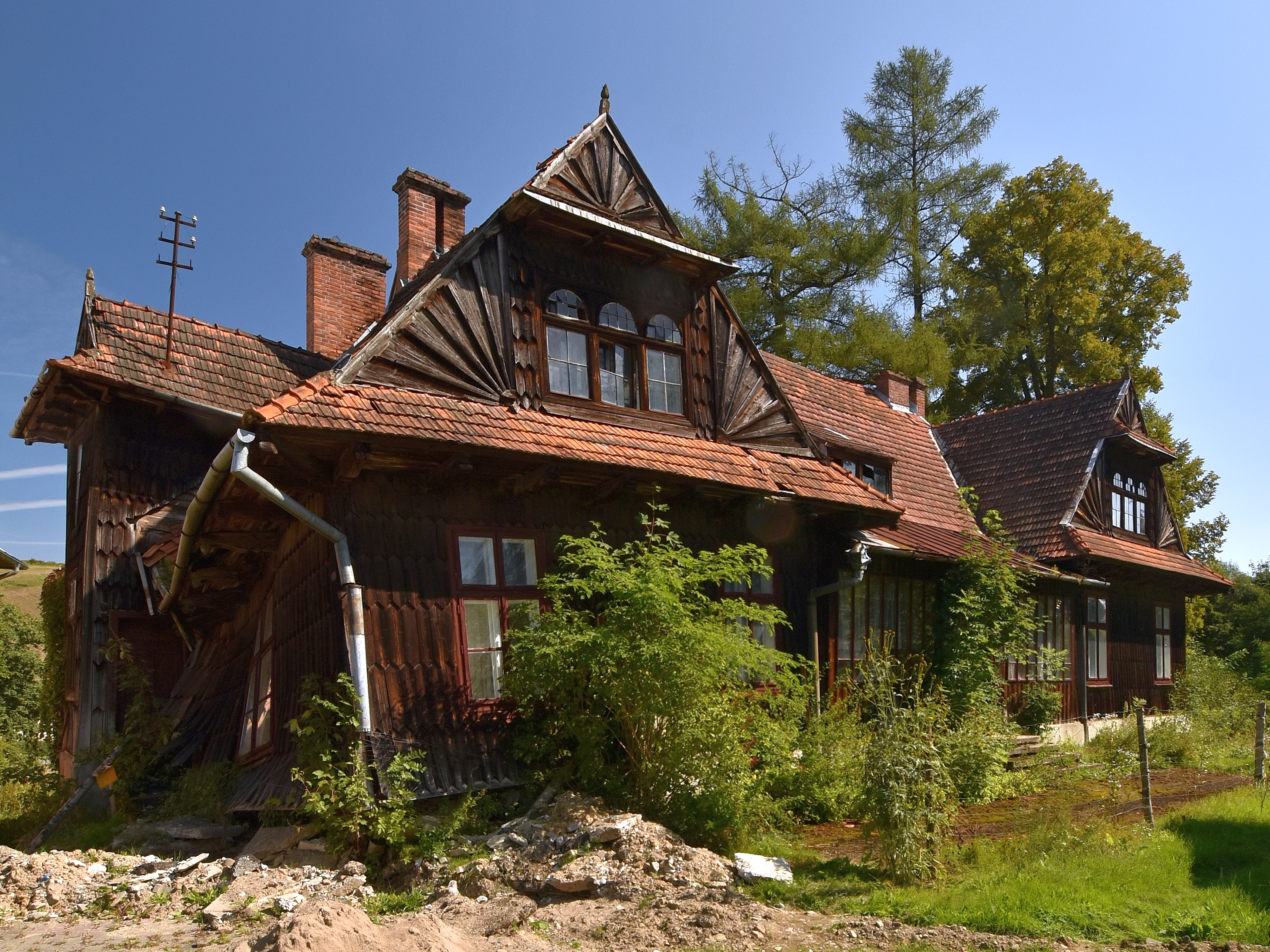
Stara plebania

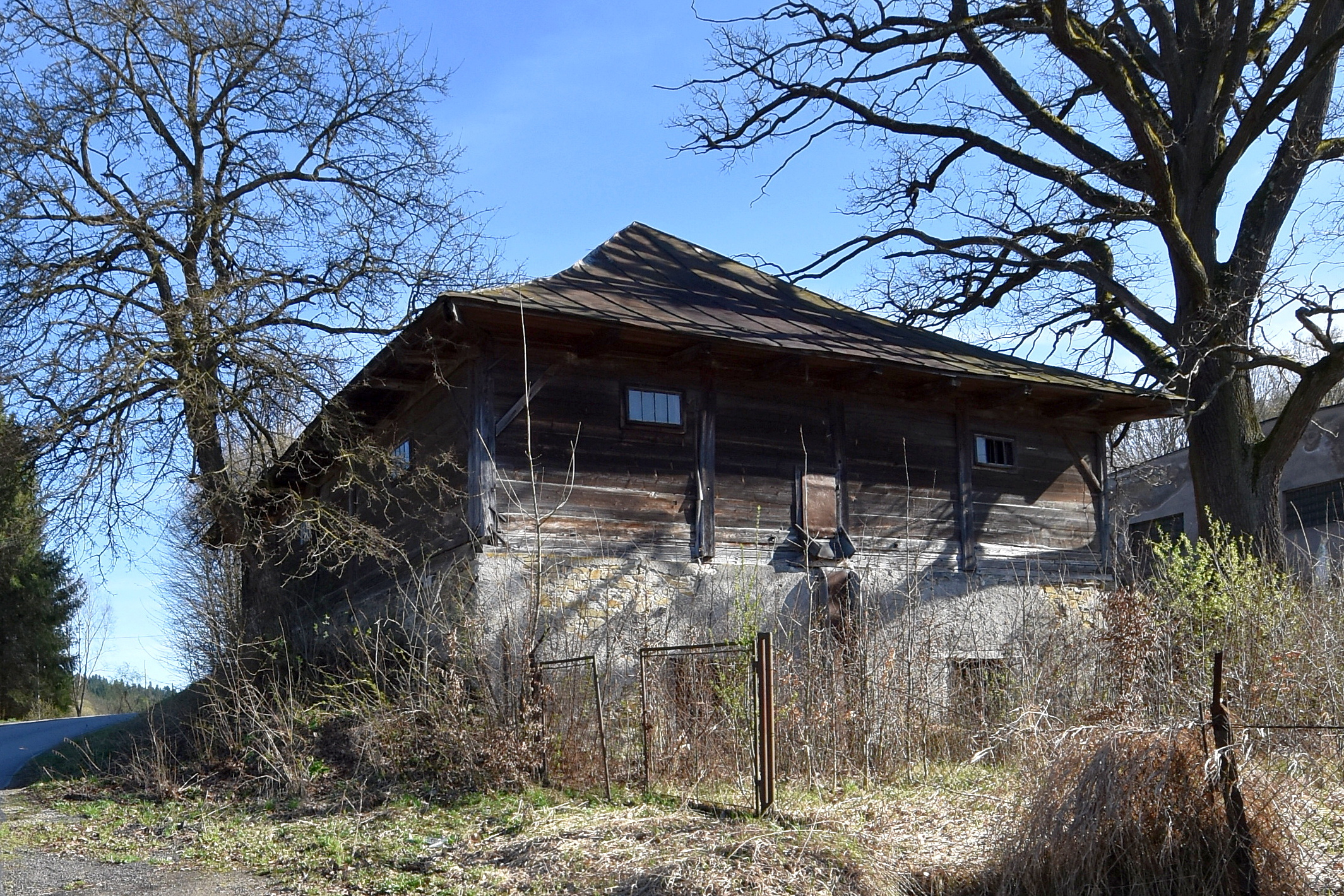
Spichlerz

Dydnia – wieś w Polsce położona w województwie podkarpackim, w powiecie brzozowskim, w gminie Dydnia. Leży na Pogórzu Dynowskim, na wschód od Brzozowa, 8 km na południe od Niewistki.
W latach 1954–1972 wieś należała i była siedzibą władz gromady Dydnia. W latach 1975–1998 miejscowość administracyjnie należała do województwa krośnieńskiego.
Miejscowość jest siedzibą gminy Dydnia.

## Części wsi
| SIMC    | Nazwa         | Rodzaj     |
| ------- | ------------- | ---------- |
| 0350674 | Kiczórki      | część wsi  |
| 0350680 | Wola Dydyńska | przysiółek |

## Środowisko naturalne
- Geologia

Ukształtowanie powierzchni Dydni posiada ciekawą charakterystykę, ponieważ cechuje się rusztowym układem grzbietów. Od północnego zachodu ku południowo-wschodniej stronie ciągnie się pasmo wzgórz przedzielone doliną, przez którą przebiega trakt komunikacyjny. Wysokość tego pasma waha się w granicach około 260 m n.p, m. i łagodnie obniża się w kierunku południowo-wschodnim. Budowa geologiczna to tzw. flisz karpacki. Są to na przemian leżące warstwy skalne, tj.: łupki ilaste i margliste, mułowce, piaskowce i zlepieńce, powstałe na skutek długowiecznych oddziaływań mas górotwórczych powiązanych ze zmianami klimatycznymi występującymi na przełomie milionów lat.
- Wody

Przez wieś przepływa potok zwany Świnka (niektóre źródła podają jego nazwę Dydnianka), w którym to jeszcze występują pstrągi (w niewielkiej ilości wstępujące z Sanu na tarło), klenie, jelce, znajdujące się pod ochroną strzeble potokowe oraz sporadycznie występujące ślize i kozy.
- Flora

Od strony południowo-wschodniej trasy komunikacyjnej wzgórza porośnięte są lasem ciągnącym się w kierunku Witryłowa i dalej Sanoka. Lasy są większymi kompleksami i wychodzą poza granice wsi Dydnia, a nawet powiatu. Fragment lasu od wsi Krzemienna w kierunku Witryłowa nosi nazwę „Maćkowego lasu” lub też „Maćkowa”. Nazwa ta pochodzi od byłego właściciela Macieja Pohoreckiego, który to ten las zasadził. Legenda głosi, że niegdyś Dydnię nawiedzały ciągłe susze, był nieurodzaj, a opady deszczu były sporadyczne i bardzo niewielkie. Wówczas Maciej Pohorecki zasadził las na zboczu góry tzw. Temeszowskiego Folwarku, aby zatrzymać więcej wody w glebie, zwiększyć parowanie gleby, a tym samym doprowadzić do ustabilizowania pogody i wilgotności ziemi. Od czasu kiedy las urósł, opady powróciły do normy i nie było więcej problemów z wodą. Inna strona Dydni od Krzywego w kierunku południowo-zachodnim tzw. Woli Dydyńskiej porośnięta jest lasem zwanym „Dąbki” (nazwa pochodzi od gatunków drzew tam rosnących).
Ogólnie podstawowym typem lasu jest drzewostan mieszany górski. Niegdyś, bardzo dawno, tereny te porośnięte były puszczą, która na skutek wykarczowania została z czasem zamieniona na pola uprawne.
Wśród gatunków drzew dominują: buki, graby, dęby, brzozy, jawory, olchy, modrzewie, jodły, świerki, sosny. Coraz rzadziej, nad potokami widoczne są już wierzby.
- Fauna

Z ptaków na terenie Dydni można spotkać: jastrzębie, wrony, sroki, kawki, bociany, dzikie kaczki, sowy, dzięcioły, gile, jaskółki, słowiki, kukułki, pliszki, sikorki, szpaki, szczygły, wróble, sójki i przepiórki.
Ze ssaków spotkamy: zające, lisy, sarny, dziki, jelenie, wiewiórki, gronostaje, kuny, tchórze, łasice i myszy polne. W pobliżu podmokłych miejsc żyją żaby, a na terenach nasłonecznionych, brzegach i ugorach można spotkać zaskrońce, żmije i padalce.
- Przyroda

Do runa leśnego zaliczyć tu możemy m.in.: maliny, jeżyny, poziomki, czarne jagody, grzyby. Zdrowe i czyste powietrze oraz czysta woda powoduje napływ turystów w te tereny zarówno w okresie letnim, jak też i zimowym.

## Historia
Pierwsza wzmianka o miejscowości Dydnia, zapisana jest pod datą 1361, kiedy to wraz z Temeszowem, Jurowcami i Srogowem, król Kazimierz Wielki nadał ją braciom Piotrowi i Pawłowi Balów z Węgier. W tym roku z nadania króla Kazimierza Wielkiego osiadają tu rycerze herbu Gozdawa, od których pochodzą Dydyńscy. Pierwotna nazwa wsi to Dednia i była to nazwa dzierżawcza, określająca przynależność do dziada, czyli przodka.
Według danych Słownika geograficznego Królestwa Polskiego z 1881 (tom II, s. 243) Dydnia dzieliła się na Górną, Dolną i Wolę Dydyńską; znajdowało się tam 165 domów zamieszkanych przez 1011 mieszkańców. Istniała wówczas niewielka mniejszość żydowska. Ziemie w tej wsi podzielone były wówczas następująco: tzw. „własność większa” – grunty orne 432 morgi, łąki i ogrody 53 morgi, pastwiska 17 morgi, lasu 690 morgi; „własność mniejsza”: orne 1048, łąki i ogrody 81, pastwiska 105, lasy 37 morgi. W tym samym źródle wspomina się o istniejącej we wsi gorzelni oraz o tym, że brak w niej funkcjonującej szkoły. Zapiski o istniejącej tu parafii rzymskokatolickiej pochodzą z 1487. Według tego samego źródła wieś została spustoszona przez Tatarów w 1624; podczas tego najazdu zginąć miał tutejszy proboszcz Zając.
Prócz parafii rzymskokatolickiej wiadomo z zapisków, że we wsi w 1491 (potwierdzone w 1497) istniała też cerkiew, a dokumenty z 1511 potwierdzają istnienie parafii prawosławnej.
W latach 1430–1447 wieś była własnością Małgorzaty Dydyńskiej, wdowy po Mikołaju. Po niej Dydnię odziedziczyli synowie Paweł i Mikołaj, którzy to posiadali pieczęć z herbem Gozdawa. Oprócz Dydni, byli oni jeszcze w posiadaniu takich wsi jak: Krzemienna, Temeszów i Falejówka. Ze znanych zapisków grodu sanockiego z roku 1477 występuje wdowa po Pawle Dydyńskim o imieniu Elżbieta, oraz jej 5 synów: Jan. Zygmunt, Jakub, Mikołaj i Stanisław. W roku 1489 trzej synowie Elżbiety, tj. Jan, Zygmunt i Stanisław Dydyńscy podzielili majątek pomiędzy siebie w taki sposób, że Janowi przypadły wsie: Falejówka, Jabłonka i połowa wsi Wydrna, zaś Zygmunt i Stanisław stali się właścicielami Dydni, połowy wsi Wydrna, Temeszowa, Krzemiennej oraz Jabłonicy Ruskiej. Stanisław Dydyński uczestniczył w niesławnej wyprawie mołdawskiej króla Jana Olbrachta, z której to nie powrócił. Przysłowie głosi, że za króla Olbrachta wyginęła szlachta.
Ze wspomnianego rodu pochodził Jacek Dydyński – znany szlachcic, rębajło, który wynajmował się szlachcie sanockiej do wykonywania zajazdów i egzekucji sądowych. Opisany w Prawem i Lewem Władysława Łozińskiego, stał się także głównym bohaterem opowiadań i powieści historyczno-fantastycznych Jacka Komudy (Diabeł Łańcucki, Czarna Szabla), a także Józefa Hena. Dydyński zginął bohaterską śmiercią w bitwie pod Zborowem stoczonej z kozakami w 1649 roku. Hipolit Trzecieski, osiadły w Dydni na pocz. XVII w., był pierwszym Trzecieskim na stałe związanym z ziemią krośnieńsko-sanocką. W tym dworze urodził się syn zarządcy majątku Trzecieskich; Kazimierza Riedla;Feliks Wiktor Riedl (Szczęsny) (6 sierpnia 1850-?) powstaniec styczniowy, zesłaniec, pamiętnikarz.
Pod koniec XVI wieku z inicjatywy Elżbiety Dydyńskiej powstał drewniany kościół, w którym znajdowały się groby dawnych właścicieli wsi. Spłonął ok. roku 1600 od ognia zaprószonego przez organistę. W 1603 budowę nowej świątyni ufundował Paweł Dydyński, a jej wyposażenia – proboszcz, ksiądz Stanisław Fabrycy. Konsekrował ją pw. św. Michała Archanioła biskup przemyski Stanisław Sieciński w 1610. Kościół został zburzony w 1873, a na jego miejscu wkrótce zbudowano z funduszy Feliksa Pohoreckiego i miejscowych parafian nowy, murowany, w stylu neogotyckim; konsekrował go pod tym samym imieniem biskup Ignacy Łobos w 1882. Kościół ten funkcjonuje do dziś pw. św. Michała Archanioła i św. Anny.
W połowie XIX wieku właścicielem posiadłości tabularnej w Dydni Górnej i Dolnej z Wolą był Feliks Pohorecki.
Z Dydni pochodziła ppor. Maria Grotowska ps. „Amazonka”, zastępczyni komendantki Sekcji Kobiet Narodowego Zjednoczenia Wojskowego.

## Architektura
- Zabytki
  - Kościół św. Michała Archanioła z 1882. Wyposażenie neogotyckiego kościoła pw. Michała Archanioła i św. Anny pochodzi z XVII, XVIII i XIX wieku: kamienna kropielnica z przełomu XVII/XVIII w., obraz (w nowym ołtarzu) Świętej Rodziny z XVIII w., barokowa rzeźba patrona kościoła – św. Michała Archanioła z 1719, barokowy kielich i dwa cynowe lichtarze, portret biskupa Wacława Hieronima Sierakowskiego (ok. 1754), osiemnastowieczna kapa, obraz przedstawiający św. Józefa z Dzieciątkiem z kaplicy dworskiej w Temeszowie, wizerunek św. Anny Samotrzeciej z I poł. XIX wieku. Z początków wieku XX pochodzą 16-głosowe organy, a w 1960 malarz M.Kamiński wykonał tu polichromię.
  - Dwór klasycystyczny, murowany z cegły z początków XIX wieku, odnowiony ok. 1956. Budynek, wzniesiony na rzucie prostokąta, otoczony jest starym parkiem. W kilku pomieszczeniach dworu zachowały się stare parkiety o ozdobnym układzie geometrycznym, w ścianie sieni – wnęka, ślad po kominku. W parku, w części południowej, rośnie kilka starych wiązów, obok dworu, po obu stronach – dwie lipy, a przed frontem znajdują się częściowo zarośnięte stawy rybne (większy od wschodu w kształcie elipsy i mniejszy od południa w kształcie koła). Pod starym dębem od strony południowej budynku dworu znajduje się XIX-wieczny, dwukondygnacyjny spichlerz drewniany na posadzie kamiennej. Do końcowych lat dziewięćdziesiątych spichlerz ten był użytkowany.
  - Spichlerz plebański wraz z najbliżsyzm otoczeniem, drewniany, 1850.

- Inne obiekty historyczne
  - Przy kościele znajduje się drewniana plebania, wzniesiona ok. 1917 r. według projektu architekta Bogdana Tretera. Stanowi (obok drewnianego kościoła w Jabłonce) przykład jednego z najciekawszych budynków wzniesionych w tzw. stylu zakopiańskim na terenie województwa podkarpackiego. Obok plebanii dwukondygnacyjny spichlerz z XIX wieku (przebudowany ok. 1927) z kamiennym murowanym przyziemiem i drewnianym piętrem, ganek nadwieszony na słupach i żelaznymi drzwiami z zamkiem z XVII/XVIII wieku.

## Kultura i sztuka
W wybudowanym w latach osiemdzisiątych budynku remizy strażackiej znajduje się siedziba Gminnego Ośrodka Kultury i Biblioteki Publicznej. Zarówno w Dydni, jak też i w gminie rozwijana jest działalność miejscowych artystów ludowych z różnych dziedzin, tj.: literackiej (Hermina Zubel i Krystyna Hardulak Pobidyńska), rzeźbiarskiej (Henryk Cipora), rękodzieła malarskiego (Janina Zubel), muzycznej (orkiestra dęta z jaj kapelmistrzem Zygmuntem Podulka, zespołu artystycznego i śpiewaczego „Przepióreczka”).

## Edukacja i nauka
W Dydni znajduje się Zespół Szkół: Podstawowa im. Królowej Jadwigi oraz Gimnazjum im kar. Stefana Wyszyńskiego. W latach wcześniejszych funkcjonowało więcej szkół w gminie, lecz z uwagi na zmniejszającą się liczb uczniów, małe placówki w przyległych wsiach, pomimo sprzeciwu mieszkańców zostały zamknięte. Od 2012 roku w Dydni działa Szkoła Muzyczna I stopnia pod dyrekcją dr Elżbiety Przystasz.

## Sport
W miejscowości istnieje klub piłki nożnej, Zryw Dydnia, grający w B klasie, grupa Krosno III.

## Turystyka
Biorąc pod uwagę walory wynikające z naturalnego ukształtowania terenu, oraz położenia (naturalne warunki) Dydnia stanowi niezwykle atrakcyjną i bogatą pod względem turystycznym wieś. Powoli na tereny te wkracza agroturystyka, zwiększa się liczba miejsc noclegowych. Placówki te powstały już w Dydni oraz miejscowościach ościennych. W okresie całorocznym występuje popyt na bazę agroturystyczną i zarówno w lecie, jak i w zimie można uprawiać turystykę pieszą.

## Religia
W Dydni znajduje się jeden kościół pw. św. Michała Archanioła i św. Anny. Został zbudowany z funduszy Feliksa Pohoreckiego i miejscowych parafian. Jest w stylu neogotyckim; konsekrował go pod tym samym imieniem biskup Ignacy Łobos w 1882.